# Mundial de Tenis Femenino do Interior 2013
Il Mundial de Tenis Femenino do Interior 2013 è stato un torneo di tennis facente parte della categoria ITF Women's Circuit nell'ambito dell'ITF Women's Circuit 2013. Il torneo si è giocato a São José do Rio Preto in Brasile dall'1 al 7 luglio 2013 su campi in terra rossa e aveva un montepremi di $25,000.

## Vincitrici

### Singolare
Florencia Molinero ha battuto in finale  María Irigoyen con il punteggio di 0–6, 6–2, 6–3

### Doppio
Verónica Cepede Royg /  Adriana Pérez hanno battuto in finale  María Fernanda Álvarez Terán /  Mailen Auroux con il punteggio di 4–6, 6–4, [11–9]